# Gaspare Bona
Gaspare Bona (Carignano, 18 dicembre 1895 – Caselle, 25 novembre 1940) è stato un dirigente d'azienda, pilota automobilistico, aviatore e musicista italiano.

## Biografia
Figlio dell'industriale Valerio Massimo Bona (1851-1898), di famiglia originaria di Sordevolo (Biella) – e di Federica Cassinis (1866-1958). Rimasto orfano ancora nell'infanzia, entrò ben presto nell'azienda tessile di famiglia, la «Valerio ed Eugenio Fratelli Bona» di Carignano, assieme al fratello Lorenzo Valerio Bona, con il quale condusse la ditta distinguendosi per la grande attenzione alla necessità di privilegiare i soci con responsabilità dirette nell'azienda e di salvaguardare i salari e la qualità della vita degli operai, soprattutto nel delicato decennio dal 1930 al 1940, in cui ebbe un ruolo di dirigenza determinante.
Partecipò alla Prima Guerra Mondiale nell'11º Corpo d'armata, 6º reggimento artiglieria da fortezza; mobilitato con la 125ª batteria assedio l'8 settembre 1915, divenne tenente nell'agosto 1916. Da giovane studiò a Verviers, in Belgio, all'École Textile, poi venne inviato in America Latina per una delicata operazione di collocazione di merci in momento di crollo dei prezzi. Nel 1921-1922 tornò a Carignano e si avviò alla direzione dell'azienda di famiglia operando dapprima da dirigente nel settore tecnico disegnatori con Lorenzo Delleani. Nell'ottobre 1923 acquista da Alberto Delleani una splendida villa con parco in Carignano, dove vive scapolo coltivando le sue predilezioni letterarie, musicali e sportive.
Nel 1931, con il fratello Lorenzo, partecipa alla spartizione del deficit del Foot-Ball Club Juventus, squadra nella quale Valerio fu anche attivo come calciatore negli anni precedenti e successivi alla prima guerra mondiale.
Il 22 maggio 1930 Gaspare fonda,  con gli industriali Battista Farina detto Pinin, Giovanni Battista Devalle, Pietro Monateri, Arrigo De Angeli e Vincenzo Lancia, la Società Anonima Carrozzeria Pinin Farina (meglio nota come Pininfarina), di cui diviene anche primo Presidente del Consiglio d'Amministrazione. Come il fratello Lorenzo Valerio, allo scoppio della seconda guerra mondiale si arruola volontario. Opera nella Regia Aeronautica con il grado di Maggiore pilota, nel 53º stormo C.T., con il quale partecipa ad una campagna di guerra nel Mediterraneo. Pochi mesi dopo precipita, a bordo di un Fiat C.R.42, al campo a volo di Caselle, durante un volo di prova.
Era Cavaliere dell'Ordine equestre del Santo Sepolcro di Gerusalemme e, negli anni '30 aveva compiuto un pellegrinaggio aereo a Gerusalemme.

### Attività sportiva
Pilota sportivo, partecipa nel 1923 su una Lambda alla Susa-Moncenisio, riuscendo secondo dietro a Maserati. Nello stesso anno vince l'Aosta-Gran San Bernardo. Nel 1925 partecipa con la Lambda al circuito di Alessandria, poi acquista una Bugatti T35B e partecipa a numerosi Gran Premi. Nel 1926 vince la San Remo-San Romolo, poi, il 20 marzo 1927, vince il Circuito Pozzo a Verona e nello stesso anno vince anche ad Alessandria il IV Alessandria Circuit (8 maggio) (premio di 10.000 lire), dopo un duello strenuo con il compagno di scuderia Umberto Pugno (impiegò 2 ore, 47 minuti, 19 secondi, media di 91, 798 km/h), ed il Circuito del Savio di Ravenna.
Eterno rivale di Emilio Materassi, rimase celebre un folle inseguimento fra i due, interrottosi per un guasto meccanico, durante il Circuito di Perugia del 1927. Nello stesso anno si prese la rivincita su Materassi al Reale Premio Roma, vinto da Tazio Nuvolari. Nel 1928 acquista un'Alfa Romeo, ed è primo di categoria nella Susa-Moncenisio, nella Biella-Oropa e nella coppa Abruzzi. Suo meccanico abituale era Luigi Sacchiero. Finita la stagione delle vittorie, si dedicò da dilettante al volo, con un Caproni Ca.113 (anni 1932-1938), poi con un Miles M.11A Whitney Straight (dal 9.2.1938)

### Attività musicale
Allievo in gioventù del maestro Giovannetti, apprese dapprima a suonare il violino; in seguito si dedicò al pianoforte ed alla composizione musicale. In quest'ultima pratica fu allievo dei maestri Ercole Giaccone e Giulio Gedda, quest'ultimo docente al conservatorio di Torino. Scrisse numerose liriche per canto e pianoforte, canto e strumenti vari, un vasto poema per grande orchestra dal titolo Visioni, eseguito a Torino, Roma, Cagliari sotto la direzione del maestro Willy Ferrero, ed un'operetta intitolata La leggenda dello smeraldo (1929-1930), subito rappresentata in numerosi teatri italiani con successo di pubblico e di critica. Al teatro Balbo di Torino fu rappresentata per 18 sere consecutive. 
In seguito compose ancora un intermezzo per piccola orchestra, e realizzò minori composizioni per violino, violoncello e pianoforte. Compose inoltre un'Ave Maria, dedicata a sua madre. Con la morte rimase incompiuta una nuova opera per orchestra di vaste proporzioni.

### Composizioni musicali
- La leggenda dello smeraldo: operetta . Grande fantasia per orchestra con pianoforte conduttore. Riduzione di Mario Mussini (Torino: Casa editrice Augusta, 1930, Tip. Fratelli Amprimo, con copertina disegnata da Giuseppe Porcheddu)
- La leggenda dello smeraldo: operetta in 3 atti e 4 quadri di Giovanni Drovetti (Torino: Tip. Lit. Amprimo, 1930)
- Midi: lirica per canto e pianoforte / parole di Charles Marie René Leconte de Lisle, musica di Gaspare Bona (Padova: Guglielmo Zanibon, 1936)
- Je rêve, canto e pianoforte, Padova, G. Zanibon, 1936
- Il fiore di pesco: lirica per canto e pianoforte / musica di Gaspare Bona. Poesia tratta da un antico testo cinese; libera traduzione dell'autore (Padova: Guglielmo Zanibon, 1936)
- Ninna nanna dolorosa, canto e pianoforte (Padova: Guglielmo Zanibon, 1936)
- Primavera; poesia tratta da un antico testo cinese, libera traduzione e musica di Gaspare Bona (Padova, Guglielmo Zanibon, 1937)